# グレッグ・ローリー (アメリカの歌手)
グレッグ・ローリー（Gregg Rolie、1947年6月17日 - ）は、アメリカ出身のキーボード奏者、歌手。リンゴ・スター&ヒズ・オールスター・バンドのツアー・メンバー。

## 経歴
ワシントン州シアトルで生まれる。
1960年代後半、カルロス・サンタナと共にラテン・ロック・バンドのサンタナ・ブルース・バンドを結成（後にサンタナと改名）。
1969年、ウッドストック・フェスティバルに出演した。
1972年、サンタナを脱退。
1973年、元サンタナのメンバーであるニール・ショーンと共にジャーニーを結成。
1980年、ジャーニーを脱退し、ソロで音楽活動を始める。
1990年、元ジャーニーのメンバーであるスティーヴ・スミスとロス・ヴァロリーと共にポップ・バンドのザ・ストームを結成。1991年にデビュー作をリリースした。
1997年、ニール・ショーン、マイケル・シュリーヴ、ホセ・チェピート・アレアス、アルフォンソ・ジョンソン、マイケル・カラベロと共にアブラクサス・プールを結成。
2001年、グレッグ・ローリー・バンドを結成。
2012年以降、リンゴ・スター&ヒズ・オールスター・バンドのツアー・メンバーを務めている。
2016年、元サンタナのメンバー数名とバンドを再結成しアルバム『サンタナIV』をリリースした。

## ディスコグラフィ

### ソロ
- 『グレッグ・ローリー』 - Gregg Rolie (1985年)
- Gringo (1987年)
- Rough Tracks (1997年)
- Roots (2001年)
- Rain Dance (Live) (2009年) ※2007年録音。グレッグ・ローリー・バンド名義
- Five Days EP (2011年)
- Sonic Ranch (2019年)[5]

### サンタナ
- 『サンタナ』 - Santana (1969年)
- 『天の守護神』 - Abraxas (1970年)
- 『サンタナIII』 - Santana III (1971年)
- 『キャラバンサライ』 - Caravanserai (1972年)
- 『シャンゴ』 - Shango (1982年)
- 『フリーダム』 - Freedom (1987年)
- 『サンタナIV』 - Santana IV (2016年)

### ジャーニー
- 『宇宙への旅立ち』 - Journey (1975年)
- 『未来への招待状』 - Look into the Future (1976年)
- 『ネクスト』 - Next (1977年)
- 『インフィニティ』 - Infinity (1978年)
- 『エヴォリューション』 - Evolution (1979年)
- 『ディパーチャー』 - Departure (1980年)
- 『夢、夢のあと』 - Dream, After Dream (1980年)
- 『ライヴ・エナジー』 - Captured (1981年)

### ザ・ストーム
- 『ザ・ストーム』 - The Storm (1991年)
- 『アイ・オブ・ザ・ストーム』 - Eye of The Storm (1995年)

### アブラクサス・プール
- 『アブラクサス・プール』 - Abraxas Pool (1997年)